# مالكوم دفيت
مالكوم دفيت (بالإنجليزية: Malcolm Devitt)‏ هو لاعب كرة قدم بريطاني في مركز جناح ‏، ولد في 26 يناير 1937 في برادفورد في المملكة المتحدة، وتوفي في 12 فبراير 2012 في قبرص. لعب مع برادفورد سيتي.